# UTRAN

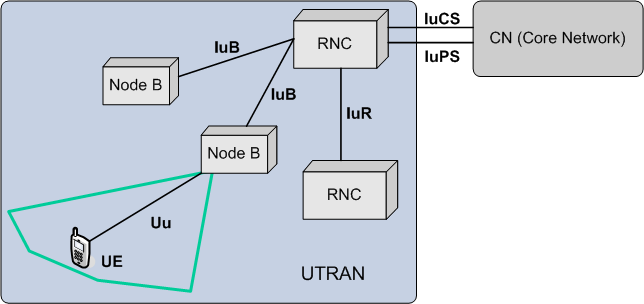
архітектура UTRAN

UTRAN (англ. UMTS Terrestrial Radio Access Network) — це збірне поняття, що об'єднує в собі мережу базових станцій Node-B і радіоконтроллер RNC мережі UMTS. Ця мережа, яку часто ідентифікують разом з 3G, може передавати різний по своєму роду трафік, до якого можна віднести як голосові сервіси (CS), так і пакетні дані абонентів IP based Packet Switched (PS). UTRAN дозволяє створити зв'язок між абонентським пристроєм — UE (User Equipment) і опорною мережею. Як вже було сказано вище, UTRAN являє собою сукупність базових станцій Node-B і контролерів RNC, при цьому RNC контролери надають керуючі функції для базових станцій Node-B, проте Node-B і RNC можуть бути сполучені в один пристрій, але навіть у цьому випадку буде присутній якийсь логічний інтерфейс між Node-B і RNC, званий Iub. RNC і керовані ними базові станції Node-B разом утворюють т.зв. Radio Network Subsystem (RNS), причому на всій мережі UTRAN може бути виділено кілька RNS підсистем.
Існує всього чотири основних інтерфейси для мережі UTRAN: Iu, Uu, Iub і Iur. Iu зовнішній інтерфейс, що з'єднує контролери RNC з опорною мережею — Core Network (CN). Uu — зовнішній інтерфейс, що з'єднує контролери RNC з абонентським обладнанням — User Equipment (UE). Iub — внутрішній інтерфейс, що з'єднує контролери RNC з базовими станціями Node-B, а Iur інтерфейс з'єднує між собою два RNC контролера.